# 자연 구리
자연 구리 또는 자연동은 화학 원소 순물질로 산출되는 구리이다. 한약재 이름의 자연동은 한자는 같지만 황철석을 가리키는 말이다.

## 같이 보기
- 천연 원소 광물
- 귀금속
- 천연 금속
- 고고야금학